# ألان ووكر (أستاذ جامعي)
ألان ووكر (بالإنجليزية: Alan Walker)‏ هو إحاثي وأحيائي بريطاني، ولد في 23 أغسطس 1938 في ليستر في المملكة المتحدة، وتوفي في 20 نوفمبر 2017.